# 1K ZX Chess
1K ZX Chess ist ein Schachprogramm, welches 1982 für den Heimcomputer Sinclair ZX81 erschien. Es galt 33 Jahre lang als kleinstes Schachprogramm der Welt (672 Byte), ehe es 2015 von BootChess (487 Byte) abgelöst wurde.

## Gameplay
David Hornes Computerschach beachtet weitgehend die allgemein üblichen Regeln des Spiels. Jedoch mussten aufgrund des sehr geringen Arbeitsspeichers Kompromisse eingegangen werden. So fehlen die Rochade, En passant und die Umwandlung. (Später erschien eine erweiterte Version für den Timex Sinclair 1000 mit allen Regeln.)
Das Schachbrett und die Schachfiguren werden nicht etwa mit Pixelgrafik, sondern mittels Buchstaben und einigen Symbolen aus dem Zeichensatz dargestellt.
Die KI spielt immer mit Weiß und hat zwei mögliche Eröffnungszüge. Die Entscheidung für den nächsten Zug trifft sie jeweils, indem sie in jeder Situation alle Möglichkeiten für den nächsten einzelnen Zug simulierte und bewertete. Dieser Prozess wird auch am Bildschirm visualisiert.

## Rezensionen
Popular Computing Weekly urteilte 1982, 1K ZX Chess seine eine der interessantesten ZX-Cassetten der letzten Wochen. Es bemängelte zwar die Einschränkungen bzgl. Rochade, en passant und Umwandlung und sieht die Anwendung eher bei Schacheinsteigern, lobt aber die Anzeige der gerade durch den Computer überprüften möglichen Spielzüge und die Fähigkeiten des Programmierers, ein Schachprogramm so klein halten zu können.
Sinclair User zeigte sich 1983 ebenso beeindruckt von der geringen Größe und lobte die Geschwindigkeit sowohl beim Laden als auch beim Kalkulieren der Spielzüge.
Home Computing Weekly beurteilte das Spiel mit drei von fünf Sternen; es kritisierte die verwirrende Oberfläche, lobte aber, dass es durchaus gedanklicher Anstrengungen bedürfe, den Computer zu schlagen.
Schachexperte Tim Harding schrieb 1985 in einem Buch zu Computerschach, dass der Entwickler „eine Art Genie“ („some sort of genius“) sein müsse. Der Computer sei zwar einfach zu schlagen, das Programm sei aber eine fantastische technische Leistung.
Retrogaming Times Monthly beschrieb 1K ZX Chess 2009 als größte Spielprogrammierleistung der Geschichte;; in Kuro5hin wurde es 2001 gar als „das großartigste je geschriebene Programm“ bezeichnet.
Retrogamer wählte 1K ZX Chess 2014 unter die 10 besten ZX81-Programme.
Der Autor des heutigen Rekordhalters BootChess, Olivier Poudade, lobte den Code von 1K ZX Chess; es sei ihm zunächst unmöglich erschienen, ein noch kleineres Programm zu schreiben. Er gab an, einige Methoden übernommen zu haben, weil er sie nicht besser habe machen können.